# Planta doméstica

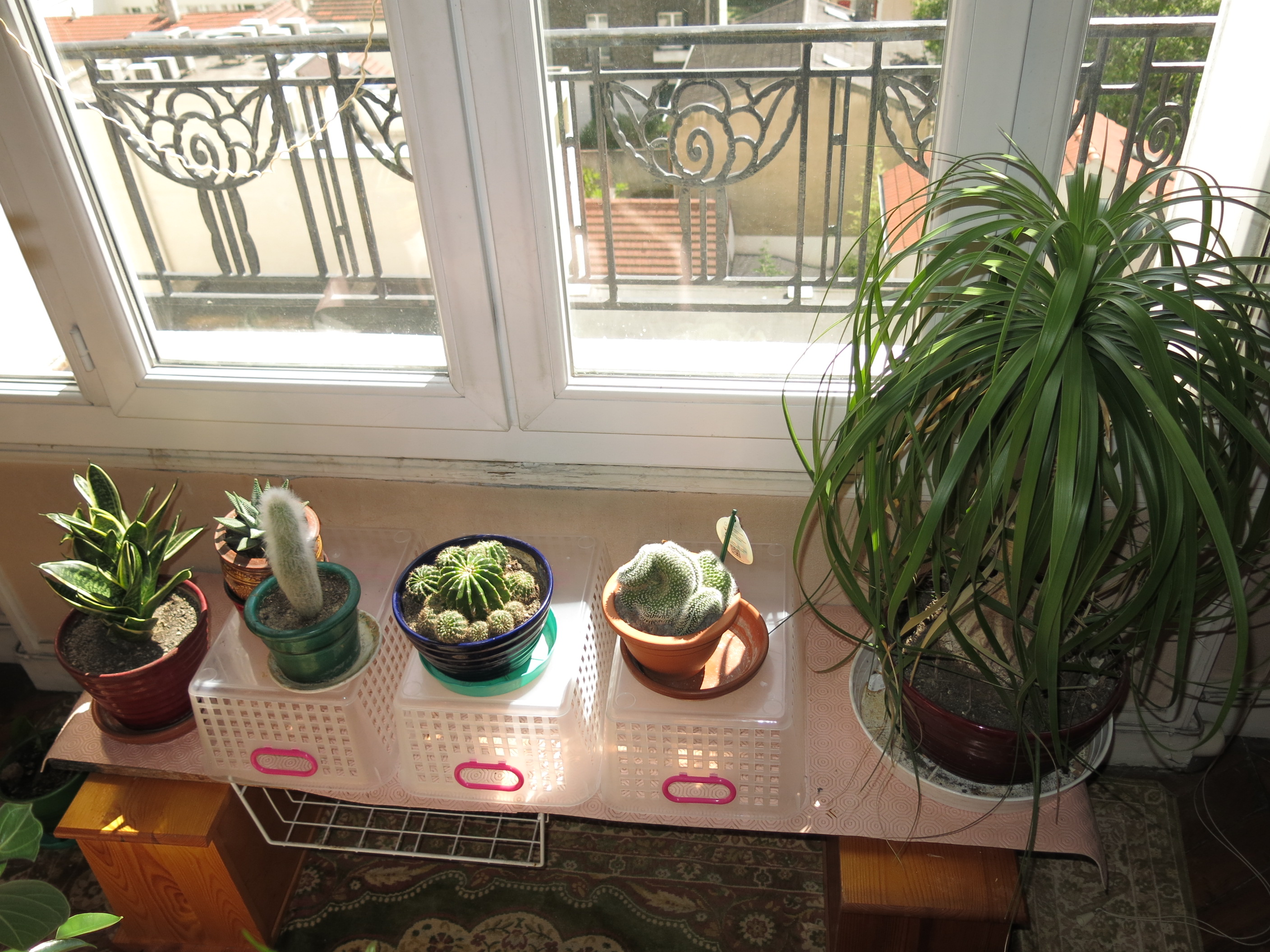
Uma prateleira perto de uma janela ensolarada com plantas domésticas comuns

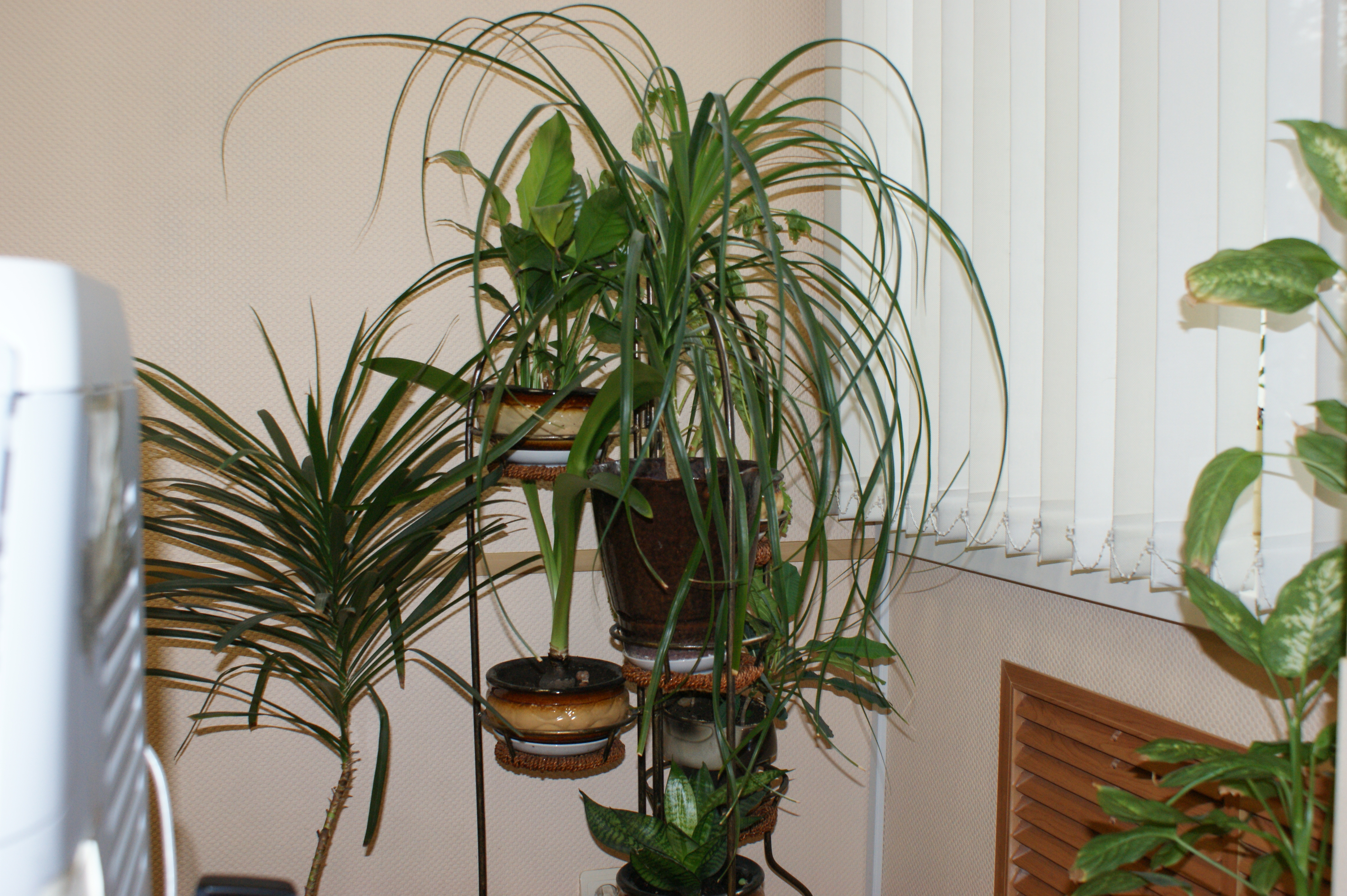
Plantas domésticas em um quarto

Uma planta doméstica é uma planta que se cultiva em ambientes internos como residências e escritórios, nomeadamente para fins decorativos, mas os estudos também demonstraram que têm efeitos psicológicos positivos e também ajudam na purificação do ar interior, desde algumas espécies, e do solo — micróbios residentes associados a eles, reduzem a poluição do ar interior absorvendo compostos orgânicos voláteis, incluindo benzeno, formaldeído e tricloroetileno. Embora geralmente tóxicos para os humanos, esses poluentes são absorvidos pela planta e seus micróbios que vivem no solo sem causar danos.
Plantas domésticas comuns são geralmente epífitas tropicais ou semitropicais, suculentas ou cactos. As plantas domésticas precisam de umidade, níveis de luz, mistura de solo, temperatura e umidade corretos. Da mesma forma, as plantas domésticas precisam do fertilizante adequado e de vasos de tamanho correto.

## Efeitos na qualidade do ar interior
As plantas domésticas reduzem os componentes da poluição do ar interior, particularmente os compostos orgânicos voláteis (COV), como benzeno, tolueno e xileno. Foi relatado que esses COVs reduzem em cerca de 50-75% com a presença de uma planta de casa.[carece de fontes?] Os compostos são removidos principalmente por microrganismos do solo. Alguns testes de purificação de benzeno por plantas domésticas notaram que as plantas podem se preparar e converter o benzeno, e então transformá-lo em carbono para uso futuro
. As plantas também podem remover o dióxido de carbono, que está relacionado a um desempenho de trabalho inferior, de áreas internas. O efeito foi investigado pela NASA para uso em espaçonaves. As plantas também parecem reduzir os micróbios transportados pelo ar e aumentar a umidade.
Os COVs são mais comuns em áreas internas do que ao ar livre. Isso ocorre porque o ar e os COVs ficam presos em espaços internos; há menos circulação de ar. Existem mais de 350 COVs conhecidos.  Eles são agentes causadores de “doenças relacionadas a edifícios” ou “síndrome do edifício doente”. Os sintomas desta doença incluem: irritação nos olhos, nariz ou garganta, dor de cabeça, sonolência e problemas respiratórios. No entanto, esses sintomas nem sempre estão presentes, e a exposição crônica pode causar falta de concentração e outros problemas de saúde, como asma e doenças cardíacas. Moradores urbanos passam até 90% do tempo em ambientes fechados, portanto, correm maior risco de sofrer os efeitos adversos da poluição do ar interno.
Plantas comuns usadas para regular a qualidade do ar interno incluem: Hedera helix, Spathiphyllum 'Mauna Loa', Aglaonema modestum, Chamaedorea seifrizii e Chrysanthemum morifolium. Existem vários estudos que citam o microcosmo da planta como um mecanismo para reduzir COVs em ambientes fechados. As raízes das plantas domésticas também foram comprovadas para remover COVs. Em geral, as plantas precisam sugar o poluente com seus estômatos durante as transferências de gás para remover os COVs.[carece de fontes?] Os controles de apenas potes e apenas uma bandeja com água sugerem que é o microcosmo do solo que fornece o sumidouro de poluentes. O papel das plantas é estabelecer e manter as comunidades microbianas da zona radicular específicas da espécie. Este mecanismo foi sugerido pela primeira vez por Wolverton et al. em 1985. Plantas domésticas também ajudam no controle de umidade, temperatura e ruído.
A NASA conduziu um estudo de dois anos em 1989 para testar a capacidade das plantas domésticas ou do solo de envasamento de remover vários compostos orgânicos voláteis do ar.  O experimento incluiu os produtos químicos benzeno, TCE e formaldeído. Eles descobriram que a contagem de bactérias se correlacionou com o aumento da remoção química. Outra descoberta foi que quando as mesmas plantas e solo eram constantemente expostos a uma substância química como o benzeno, sua capacidade de limpar o ar aumentava com o tempo. Isso ocorre porque os microrganismos têm a capacidade de se adaptar geneticamente. Portanto, eles mudam com o tempo para utilizar os produtos químicos tóxicos de forma mais eficiente como fonte de alimento. Este fenômeno é usado como estratégia para tratar águas residuais.